# Prowincja Warkala
Prowincja Warkala (arab. ولاية ورقلة) – jedna z 48 prowincji Algierii, znajdująca się we wschodniej części kraju.